# 中新世中期滅絕事件
中新世中期滅絕事件（英語：Middle Miocene disruption），又稱中新世中期中斷事件或中新世中期滅絕高峰期， 指的是大約發生在1,480至1,450萬年前，也就是中新世中期的兰盖期的時候，曾經有一波陸上與水中生物共同的滅絕高峰期。該次滅絕事件幾乎在全球各地皆有發生，約有30%的哺乳動物在這段期間滅絕了。這次滅絕事件與中新世中期的氣候變遷同時發生，但兩者間的詳細關聯與影響至今仍不是很清楚。

## 成因
這次滅絕事件的成因，主要有氣候變遷、板塊漂移、东非裂谷抬升與隕石撞擊事件等等可能的因素，其中前二者較無爭議。在以下子題中，將分別敘述這幾種可能因素的影響。

### 氣候變遷

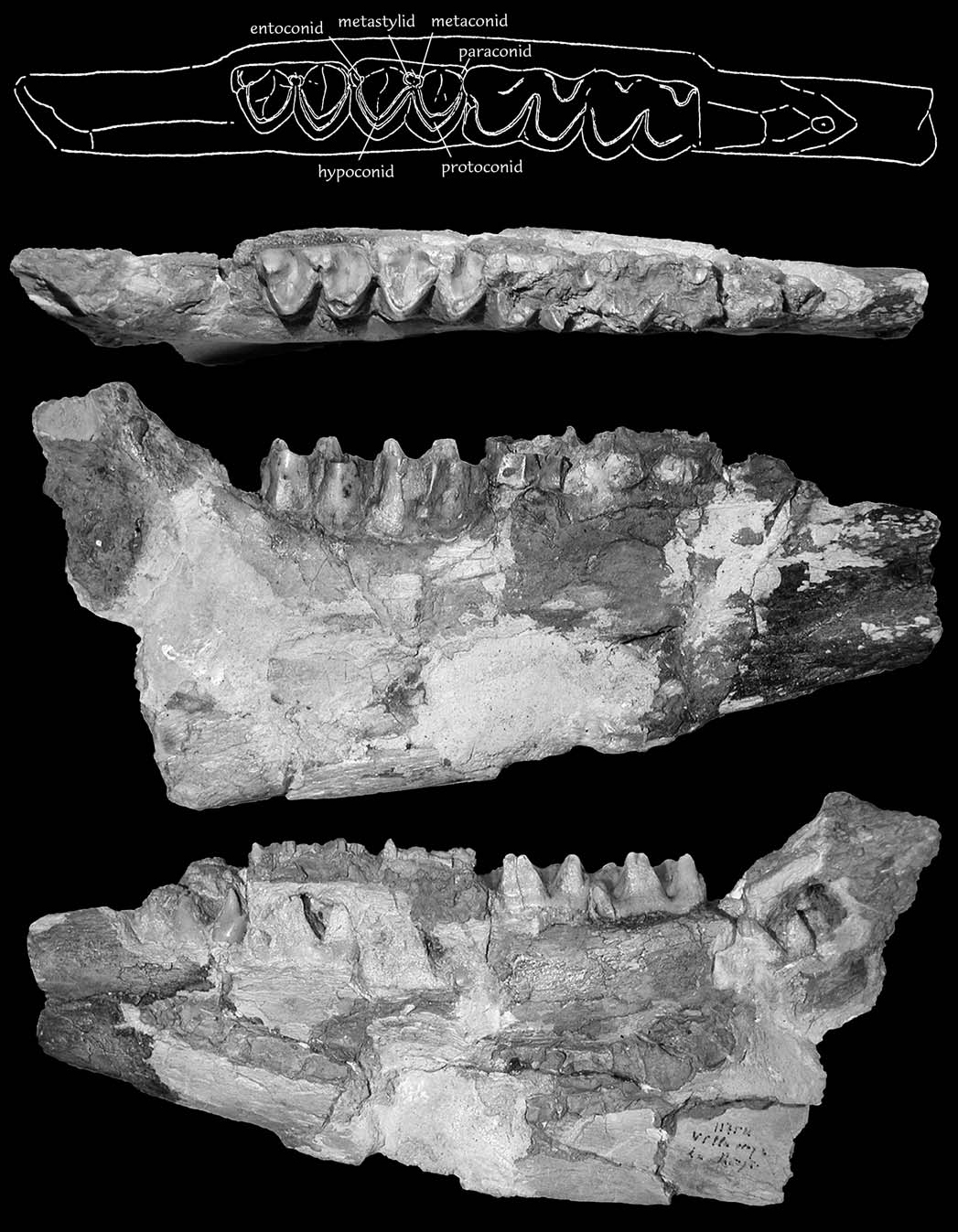
中華馬屬的模式標本化石

在中新世中期的大氣中，曾有氧-18含量的增加。此現象在太平洋、南大洋與南大西洋等處皆有被發現。
約1,700至1,500萬年前，全球平均氣溫大約比今天還要溫暖攝氏4至5度，該段時期被稱作中新世氣候最佳期（Miocene Climatic Optimum，縮寫為MCO）。但是，到了大約1,400萬年前的中新世中期，南極大陸冰蓋形成，並使南大洋海冰進一步擴展。這一時期南極繞極流的形成和強化使南極區域的水體無法與較低緯度的溫暖水體交流，使南極大陸處於一定程度的熱隔絕狀態而讓周圍海洋進一步變冷。另外，冰島-法羅群島海脊的沉沒使北冰洋-挪威海水注入北大西洋，這可能使北大西洋深層水南下加入南極繞極流，為南極大陸帶來了形成冰蓋所需的降水。
與此同時，隨著南極地區周圍深層海水水溫的下降以及南極東部地區的冰層顯著增加，全球溫度也開始下降。在1,407±5萬年前至1,385±3萬年前的這段期間，夏季平均氣溫至少降了8°C。东非裂谷的火山活動可能加劇了氣候變遷。在當時的歐洲，氣候寒冷化與隨之而來的棲地乾燥化降低了犀牛的多樣性，並造成來自美洲地區的三趾安琪馬體積增大，演化成中華馬屬。
氣候變遷因素對特定陸塊有較顯著之效應。它也造成了一些較不適應寒冷環境的生物的滅絕，並以其他生物佔有原滅絕生物的生態區位。有些生物則是因為其處之生態系因氣候寒冷化而收縮，導致它無法再支持該族群的存續。

### 板塊漂移
由於板塊漂移，非洲-阿拉伯大陸與歐亞大陸在中新世接合，阻斷了原先存在於兩陸塊間的海洋通道。這個新形成的陸橋使兩邊原先受到地理隔離的動植物得以互相接觸與遷徙。陸橋的形成也使一些地區的某些屬消失了，但有時那是因為牠們透過陸橋遷徙到他處，爾後再隨著新棲息地的變化而有族群的消長。類似情形在晚第四紀的東南亞也曾發生。此外，陸塊的連接也引進了新的獵食者與競爭物種，造成了某些物種的滅絕或擴散。

### 東非裂谷帶抬升
中新世早期至中期的這段期間，是东非裂谷的早期抬升期。在該段期間有鹼性玄武岩與霞石岩的形成。包括史蒂夫·韋布等研究者認為，東非裂谷帶的火山活動可能加劇了當時的氣候變遷，進而加劇該次滅絕事件的影響。但他同時也認為，這個事件雖然造成了部分地區的物種數量減少，但應不至於有全球性的影響。

### 隕石撞擊

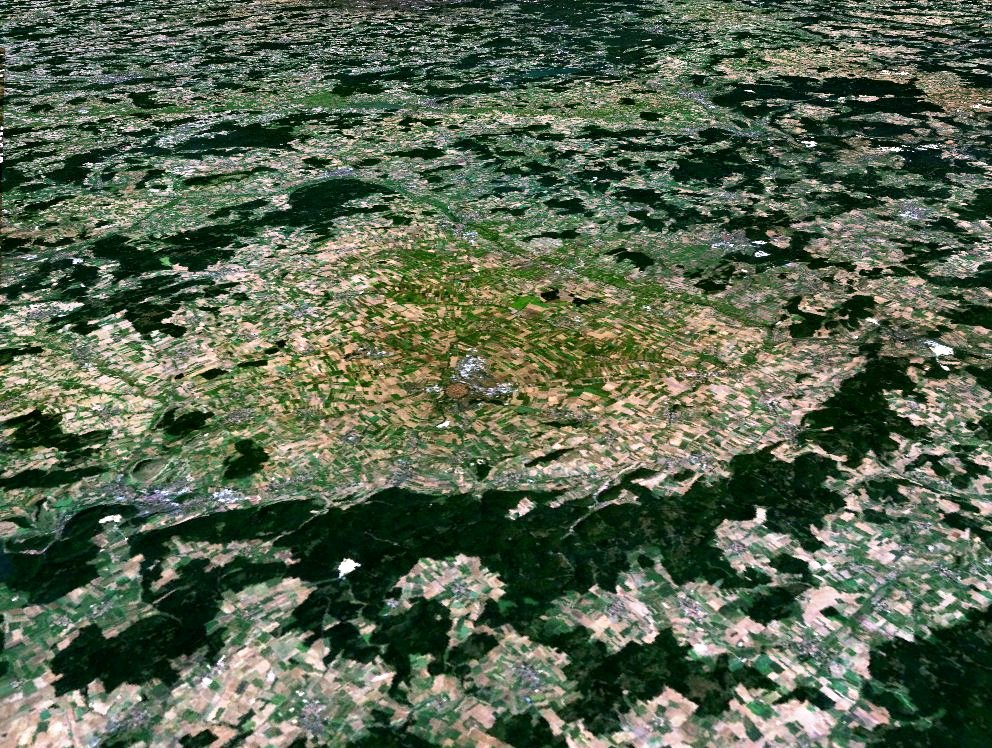
約與中新世中期滅絕事件同一時期形成的讷德林根-里斯巨型撞擊坑

在中新世中期的地層中，存在著銥元素濃度的異常現象，而這個現象的出現通常可歸因於隕石等天體的撞擊。另外，德國的讷德林根-里斯隕石坑（直徑24公里）與鄰近的斯德海姆隕石坑（直徑3.8公里）經精確定年後，發現前者約在1,510±10萬年前形成、後者則約在1,500±100萬年前形成，皆接近此次滅絕事件之發生時期。另外，在馮恩格爾哈特等人在1987年的研究中，認為在里斯結構已知的所有岩石和鬆散沉積物中，只有這些中新世中期的砂岩可能是绿陨石的母原料。
隕石撞擊事件與火山噴發也造成了部分地區的物種數量減少，但史蒂夫·韋布等部分研究者認為，它們應不至於有全球性的影響。

## 影響

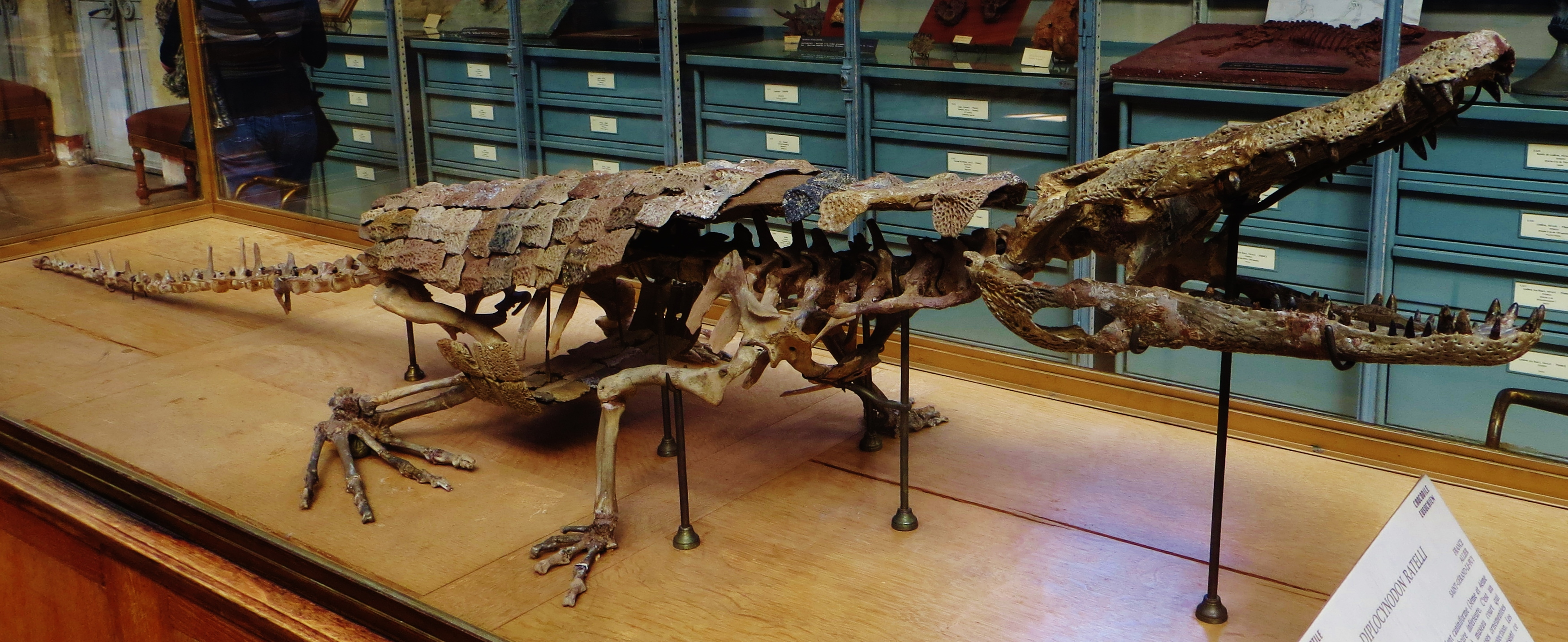
雙犬齒鱷屬的化石

在陸地上，許多生物在此事件發生期間滅絕。例如有兩個屬的鱷魚（加伏特鱷屬和雙犬齒鱷屬）在約1,350至1,400萬年前滅絕了。此外，那些不適應更嚴重的氣候和較劣質植物的動物們，如以生長茂密的樹為食的巨型駱駝，在這段時期也瀕臨滅絕。適應較寒冷與草原化植被環境的動物們存活狀態較好，但是許多偏好水果、柔軟闊葉蕨類和灌木植物的食草動物則滅亡。有多種生物具備這種明顯的模式。偏好食用低矮植物的馬繁盛，同時偏好食用高大植物的馬則滅絕。在早期駱駝之中，高冠齒種存活，而擁有較短牙齒的種類則消失。
除了陸地上的變化之外，海洋中也在此段時期形成了新的生態系。海藻林在此時首次形成，海獺等生活於此的生物也開始出現。但與此同時，曾生活在中新世早期至中期，分布於歐洲、美洲、澳洲等地區的劍吻古豚，也在中新世中期大量消失，並被其他後生的種類所取代。

## 延伸閱讀
- Allmon, Warren D.; Bottjer, David J. . New York: Columbia University Press. 2001. ISBN 0-231-10994-6 （英语）.

## 外部連結
- 中新世中期時的陸塊分布（页面存档备份，存于）（英文）